# Peggy Oki
Peggy E. Oki, née le 10 avril 1956, est une skateuse, surfeuse, artiste et militante écologiste américaine. Unique femme membre du groupe original de skateurs Z-Boys, elle concourt, dans les années 1970, avec Zephyr, leur équipe de compétition. Fondatrice de l'Origami Whales Project, elle milite dans le but de sensibiliser le public contre la chasse commerciale à la baleine.

## Biographie
Peggy E. Oki naît le 10 avril 1956, à Los Angeles, en Californie,, dans une famille japonaise. Sa mère, Sadako Oki née Haramoto, est originaire d'Hiroshima et son père, Ben Oki, est un Nisei, né à Sacramento. Aux côtés de son frère Mark, elle grandit dans la région de West Los Angeles, appelée plus tard Dogtown.
En 1973, elle obtient son diplôme au lycée de Venice,, puis deux diplômes Associate of Arts, l'un en biologie, au Santa Monica City College et l'autre, avec distinction, en beaux-arts et en arts plastiques, au Santa Barbara City College. Elle obtient ensuite un BFA en peinture au College of Creative Studies de l'UCSB, avec une spécialisation en art environnemental.
Impliquée dans de nombreuses autres activités telles que le yoga, l'escalade et le surf, Peggy Oki partage son existence entre Los Angeles et Raglan, en Nouvelle-Zélande,.

## Carrière
Lorsqu'ils sont âgés de dix ans, Peggy Oki et son frère reçoivent leur premier skateboard, acheté dans le grand magasin Fedco par leur père. Dans un entretien, elle explique qu'il s'agit d'un skate Black Knight, avec des « Fred Flintstone (stone-age) rock wheels »,.
Dans les années 1970, alors qu'elle fréquente le Santa Monica City College, Peggy Oki, est skateuse, ainsi que surfeuse et pilote de motocross. Elle rencontre le skateur Jay Adams, qui lui propose de rejoindre l'équipe de compétition Zephyr, du team Z-Boys,. Elle accepte et rejoint l'équipe au magasin Jeff Ho Surfboards and Zephyr Productions, présent sur Main Street, à Venice, qui sert de base au team, dont elle est l'unique femme membre.
En mars 1975, Peggy Oki remporte la première place en style libre féminin, lors de la compétition de skateboard Del Mar Nationals. Elle n'apprécie cependant pas le principe compétitif, où le temps d'attente prend le pas sur la pratique du skate, et choisit d'arrêter de concourir peu après cet évènement.
Depuis 1998, Peggy Oki travaille en tant qu'illustratrice et graphiste free-lance, en vendant des cartes d'art sous le nom d'Oki Designs. Elle travaille également en tant qu'indépendante dans les domaines de la conception paysagère et architecturale. De 2003 à 2008, elle enseigne l'art au Santa Barbara City College, la formation continue et les programmes d'art pour les jeunes, par le biais du Carpinteria Valley Arts Council.
En 2001, Peggy Oki joue dans le film documentaire Dogtown and Z-Boys, réalisé par Stacy Peralta et narré par Sean Penn.

### Origami Whales Project
En mars 2004, Peggy Oki fonde l'Origami Whales Project qui a pour but de sensibiliser le public contre la chasse commerciale à la baleine au Japon, en Norvège et en Islande. Depuis 2011, elle est instructrice d'art environnemental, dans le cadre du programme des ambassadrices et ambassadeurs des baleines et des dauphins de l'Origami Whales Project, avec pour objectif de sensibiliser les étudiants aux menaces créées par l'homme envers les cétacés et les habitats océaniques où vivent ces derniers.

## Vie privée
Après avoir été longtemps végétarienne, Peggy Oki est végétalienne depuis le début des années 2000, pour des raisons éthiques,.

## Prix et récompenses
- 2010 : Santa Barbara Independent, Local Hero 2010[20]
- 2012 : Skateboarding Hall of Fame[21],[22]